# Antònia Opisso
Pour les articles homonymes, voir Opisso.
Antònia Opisso i Viñas, née à Tarragone en 1855 et morte  en 1929 à Barcelone, est une journaliste et écrivaine féministe catalane.

## Biographie
Née en 1855 et morte en 1929, elle est une autrice populaire au XIXe siècle en Espagne, connue également sous le nom de plume masculin de Ricardo de los Rios.
Aux côtés de la musicienne Clotilde Cerdà i Bosch et de Dolors Aleu i Riera, première femme docteure en médecine en Espagne, elle fonde l'Acadèmia per à la Il·lustració de la Dona dite aussi l'Académie des sciences, arts et des offices pour les femmes (ACAOM), avec la poétesse Maria Josepa Massanés. 
Ouvertement abolitionniste, Antònia Opisso publie Diario de un deportado (en français : Journal d'un déporté), attribué à Carlos Atregui, ce qui déplut à l'entourage royal, qui refuse de prolonger son soutien financier à l'Académie, qui périclite en 1887.
En 1892, elle travaille à Montevideo, en Uruguay.
Membre de la célèbre famille Opisso, elle est notamment la tante de la journaliste Regina Opisso.